# Pseudohalucinace
Pseudohalucinace je klamný vjem vzniklý bez reálného podnětu v bdělém stavu. Na rozdíl od halucinace si je postižený při pseudohalucinaci po celou dobu trvání vjemu vědom, že jde o klam, neodpovídající vnější realitě.:s.16
Příkladem v psychiatrii může být "slyšení hlasů, zvuků v hlavě", oproti pravým halucinacím, kde by spíše šlo o "mluvení s osobami, které ostatní nevidí".
Pseudohalucinace mohou často nastat například užitím psychedelik nebo disociačních drog. Pokud někdo mluví o halucinacích po požití těchto látek, pravděpodobně se ve skutečnosti jedná o pseudohalucinace.
Tento termín není v psychiatrii příliš oblíben, jelikož je považován za nejednoznačný.
Pokud se pseudohalucinace odehraje během REM fáze spánku, označujeme ji jako hypnagogickou.

## Akuse hudby
Jedním příkladem pseudohalucinace je akuse hudby, stav, kdy má člověk pocit, že zvnějšku slyší hrát hudbu, přitom si je však vědom přeludu. Jde o poměrně vzácný jev, který častěji mohou pozorovat lidé se sluchovou vadou a zřejmě také s určitými hudebními vlohami. Vyvolání jevu také podporuje hlučné prostředí, únava a stresující situace. Akusím hudby často podléhal například Bedřich Smetana. Hudba, kterou člověk slyší, může být v podstatě jakéhokoli druhu, někdy je člověku příjemná, jindy nikoli, někdy je člověk schopen hudbu do jisté míry ovládat. Jev zpravidla nelze vyvolat vůlí a po nějaké době sám odezní.

## Hypnagogické halucinace
Dalším příkladem pseudohalucinace jsou hypnagogické halucinace. Jsou to nereálné vjemy vznikající během REM fáze spánku, často probíhají v souvislosti se spánkovou paralýzou.